# Vicente Pizarro
Vicente Tomás Pizarro Durcudoy  (Santiago, 5 de noviembre de 2002) es un futbolista profesional chileno. Juega de mediocampista defensivo en Colo-Colo de la Primera División Chilena. 
Es hijo del exjugador de futbol, campeón de Copa Libertadores en 1991, y actual Ministro del Deporte, Jaime Pizarro. 

## Trayectoria
Debutó por Club Social y Deportivo Colo-Colo en la polémica goleada 5-1 en contra de Ñublense el 2 de mayo de 2021.

## Selección nacional

### Selecciones menores
Fue convocado por el entrenador Eduardo Berizzo para ser parte de la sub-23, para participar en los Juegos Panamericanos de 2023.

#### Participaciones en Sudamericanos
| Competencia                 | Sede      | Resultado    | PJ | Goles | Asist. |
| --------------------------- | --------- | ------------ | -- | ----- | ------ |
| Sudamericano Sub-15 de 2017 | Argentina | Primera fase | 5  | 1     | 1      |
| Sudamericano Sub-17 de 2019 | Perú      | Subcampeón   | 9  | 0     | 4      |

#### Participaciones en Copas del Mundo
| Mundial                | Sede   | Resultado        | Partidos | Goles | Asist. |
| ---------------------- | ------ | ---------------- | -------- | ----- | ------ |
| Mundial Sub-17 de 2019 | Brasil | Octavos de final | 4        | 0     | 1      |

#### Participaciones en Juegos
| Competición               | Sede     | Resultado        | Partidos | Goles | Asist. |
| ------------------------- | -------- | ---------------- | -------- | ----- | ------ |
| Juegos Panamericanos 2023 | Santiago | Medalla de plata | 5        | 0     | 0      |

#### Detalles de partidos
| Partidos internacionales con Selección Chilena Sub-23 | Partidos internacionales con Selección Chilena Sub-23 | Partidos internacionales con Selección Chilena Sub-23 | Partidos internacionales con Selección Chilena Sub-23 | Partidos internacionales con Selección Chilena Sub-23 | Partidos internacionales con Selección Chilena Sub-23 | Partidos internacionales con Selección Chilena Sub-23 | Partidos internacionales con Selección Chilena Sub-23 | Partidos internacionales con Selección Chilena Sub-23 |
| N.º                                                   | Fecha                                                 | Estadio                                               | Local                                                 | Resultado                                             | Visitante                                             | Goles                                                 | Asist.                                                | Competición                                           |
| ----------------------------------------------------- | ----------------------------------------------------- | ----------------------------------------------------- | ----------------------------------------------------- | ----------------------------------------------------- | ----------------------------------------------------- | ----------------------------------------------------- | ----------------------------------------------------- | ----------------------------------------------------- |
| 1                                                     | 23 de octubre de 2023                                 | Sausalito, Viña del Mar                               | Chile                                                 | 1-0                                                   | México                                                |                                                       |                                                       | Juegos Panamericanos 2023                             |
| 2                                                     | 26 de octubre de 2023                                 | Elías Figueroa, Valparaíso                            | Chile                                                 | 1-0                                                   | Uruguay                                               |                                                       |                                                       | Juegos Panamericanos 2023                             |
| 3                                                     | 29 de octubre de 2023                                 | Sausalito, Viña del Mar                               | Chile                                                 | 5-0                                                   | Rep. Dominicana                                       |                                                       |                                                       | Juegos Panamericanos 2023                             |
| 4                                                     | 1 de noviembre de 2023                                | Elías Figueroa, Valparaíso                            | Chile                                                 | 1-0                                                   | EEUU                                                  |                                                       |                                                       | Juegos Panamericanos 2023                             |
| 5                                                     | 4 de noviembre de 2023                                | Sausalito, Viña del Mar                               | Chile                                                 | 1-1 (t. s.) 2-4p                                      | Brasil                                                |                                                       |                                                       | Juegos Panamericanos 2023                             |
| 6                                                     | 21 de enero de 2024                                   | Polideportivo Misael Delgado, Valencia                | Perú                                                  | 1-0                                                   | Chile                                                 |                                                       |                                                       | Preolímpico Sudamericano Sub-23 de 2024               |
| 7                                                     | 27 de enero de 2024                                   | Polideportivo Misael Delgado, Valencia                | Uruguay                                               | 0-1                                                   | Chile                                                 |                                                       |                                                       | Preolímpico Sudamericano Sub-23 de 2024               |
| 8                                                     | 30 de enero de 2024                                   | Polideportivo Misael Delgado, Valencia                | Chile                                                 | 0-5                                                   | Argentina                                             |                                                       |                                                       | Preolímpico Sudamericano Sub-23 de 2024               |
| Total                                                 | Total                                                 | Total                                                 | Presencias                                            | 8                                                     | Goles                                                 | 0                                                     | 0                                                     |                                                       |

### Selección adulta
Fue nominado por el entrenador Eduardo Berizzo para formar parte de la selección chilena adulta para enfrentar la fecha de clasificatorias para la Copa Mundial de Fútbol de 2026 ante Paraguay y Ecuador, debutando contra Ecuador el 21 de noviembre, entrando en el minuto 79 por Rodrigo Echeverría.

#### Participaciones en Clasificatorias a Copas del Mundo
| Eliminatorias                   | Resultado    | Posición | Partidos | Goles |
| ------------------------------- | ------------ | -------- | -------- | ----- |
| Eliminatorias Norteamérica 2026 | Disputándose | 9°       | 4        | 0     |

### Partidos internacionales
Actualizado hasta el 19 de noviembre de 2024.
| Partidos internacionales | Partidos internacionales | Partidos internacionales          | Partidos internacionales | Partidos internacionales | Partidos internacionales | Partidos internacionales | Partidos internacionales | Partidos internacionales | Partidos internacionales          |
| N.º                      | Fecha                    | Estadio                           | Local                    | Resultado                | Visitante                | Goles                    | Asist.                   | DT                       | Competición                       |
| ------------------------ | ------------------------ | --------------------------------- | ------------------------ | ------------------------ | ------------------------ | ------------------------ | ------------------------ | ------------------------ | --------------------------------- |
| 1                        | 21 de noviembre de 2023  | Rodrigo Paz Delgado, Quito        | Ecuador                  | 1-0                      | Chile                    |                          |                          | Nicolás Córdova          | Clasificatorias Norteamérica 2026 |
| 2                        | 10 de septiembre de 2024 | Estadio Nacional, Santiago        | Chile                    | 1-2                      | Bolivia                  |                          |                          | Ricardo Gareca           | Clasificatorias Norteamérica 2026 |
| 3                        | 15 de noviembre de 2024  | Estadio Monumental, Lima          | Perú                     | 0-0                      | Chile                    |                          |                          | Ricardo Gareca           | Clasificatorias Norteamérica 2026 |
| 4                        | 19 de noviembre de 2024  | Estadio Nacional, Santiago, Chile | Chile                    | 4-2                      | Venezuela                |                          |                          | Ricardo Gareca           | Clasificatorias Norteamérica 2026 |
| 5                        | 8 de febrero de 2025     | Estadio Nacional, Santiago, Chile | Chile                    | 6-1                      | Panamá                   |                          | 5' a Ariel Uribe         | Ricardo Gareca           | Amistoso                          |
| Total                    | Total                    | Total                             | Presencias               | 5                        | Goles                    | 0                        | 1                        |                          |                                   |

| Selección chilena | Selección chilena | Selección chilena |
| Año               | Partidos          | Goles             |
| ----------------- | ----------------- | ----------------- |
| 2023              | 1                 | 0                 |
| 2024              | 3                 | 0                 |
| 2025              | 1                 | 0                 |
| Total             | 5                 | 0                 |

## Estadísticas

### Clubes
| Club              | Div.          | Temporada     | Liga  | Liga  | Liga   | Copas nacionales | Copas nacionales | Copas nacionales | Torneos internacionales | Torneos internacionales | Torneos internacionales | Total | Total | Total  |
| Club              | Div.          | Temporada     | Part. | Goles | Asist. | Part.            | Goles            | Asist.           | Part.                   | Goles                   | Asist.                  | Part. | Goles | Asist. |
| ----------------- | ------------- | ------------- | ----- | ----- | ------ | ---------------- | ---------------- | ---------------- | ----------------------- | ----------------------- | ----------------------- | ----- | ----- | ------ |
| Colo-Colo · Chile | 1.ª           | 2021          | 23    | 0     | 1      | 6                | 0                | 0                | —                       | —                       | —                       | 29    | 0     | 1      |
| Colo-Colo · Chile | 1.ª           | 2022          | 21    | 0     | 0      | 4                | 0                | 0                | 4                       | 0                       | 0                       | 29    | 0     | 0      |
| Colo-Colo · Chile | 1.ª           | 2023          | 24    | 2     | 0      | 6                | 2                | 0                | 4                       | 0                       | 0                       | 34    | 4     | 0      |
| Colo-Colo · Chile | 1.ª           | 2024          | 23    | 0     | 0      | 6                | 1                | 0                | 10                      | 1                       | 0                       | 39    | 2     | 0      |
| Colo-Colo · Chile | 1.ª           | 2025          | 16    | 4     | 3      | 5                | 0                | 1                | 5                       | 0                       | 0                       | 26    | 4     | 4      |
| Colo-Colo · Chile | Total club    | Total club    | 107   | 6     | 4      | 27               | 3                | 1                | 23                      | 1                       | 0                       | 157   | 10    | 5      |
| Total carrera     | Total carrera | Total carrera | 107   | 6     | 4      | 27               | 3                | 1                | 23                      | 1                       | 0                       | 157   | 10    | 5      |
| 1. 2.             |               |               |       |       |        |                  |                  |                  |                         |                         |                         |       |       |        |

### Selecciones
| Selección      | Temporada     | Amistosos | Amistosos | Amistosos | Sudamérica | Sudamérica | Sudamérica | Mundial | Mundial | Mundial | Total | Total | Total  |
| Selección      | Temporada     | Part.     | Goles     | Asist.    | Part.      | Goles      | Asist.     | Part.   | Goles   | Asist.  | Part. | Goles | Asist. |
| -------------- | ------------- | --------- | --------- | --------- | ---------- | ---------- | ---------- | ------- | ------- | ------- | ----- | ----- | ------ |
| Sub-17 · Chile | 2019          | 1         | 0         | 0         | 9          | 0          | 4          | 4       | 0       | 1       | 14    | 0     | 5      |
| Sub-17 · Chile | Total         | 1         | 0         | 0         | 9          | 0          | 4          | 4       | 0       | 1       | 14    | 0     | 5      |
| Sub-20 · Chile | 2020          | 3         | 0         | 0         | —          | —          | —          | —       | —       | —       | 3     | 0     | 0      |
| Sub-20 · Chile | Total         | 3         | 0         | 0         | 0          | 0          | 0          | 0       | 0       | 0       | 3     | 0     | 0      |
| Sub-23 · Chile | 2022          | 1         | 0         | 0         | —          | —          | —          | —       | —       | —       | 1     | 0     | 0      |
| Sub-23 · Chile | 2023          | —         | —         | —         | 5          | 0          | 1          | —       | —       | —       | 5     | 0     | 1      |
| Sub-23 · Chile | 2024          | —         | —         | —         | 4          | 0          | 1          | —       | —       | —       | 4     | 0     | 1      |
| Sub-23 · Chile | Total         | 1         | 0         | 0         | 9          | 0          | 2          | 0       | 0       | 0       | 10    | 0     | 2      |
| Adulta · Chile | 2023          | —         | —         | —         | 1          | 0          | 0          | —       | —       | —       | 1     | 0     | 0      |
| Adulta · Chile | 2024          | —         | —         | —         | 3          | 0          | 0          | —       | —       | —       | 3     | 0     | 0      |
| Adulta · Chile | 2025          | 1         | 0         | 0         | 3          | 0          | 0          | —       | —       | —       | 4     | 0     | 0      |
| Adulta · Chile | Total         | 1         | 0         | 0         | 7          | 0          | 0          | 0       | 0       | 0       | 8     | 0     | 0      |
| Total carrera  | Total carrera | 6         | 0         | 0         | 25         | 0          | 6          | 4       | 0       | 1       | 35    | 0     | 7      |
| 1. 2.          |               |           |           |           |            |            |            |         |         |         |       |       |        |

### Resumen estadístico
| Competición           | Partido | Goles | Promedio | Asistencias | Promedio | Goles y asistencias | Promedio |
| --------------------- | ------- | ----- | -------- | ----------- | -------- | ------------------- | -------- |
| Ligas nacionales      | 107     | 6     | 0.06     | 4           | 0.04     | 10                  | 0.09     |
| Copas nacionales      | 27      | 3     | 0.11     | 1           | 0.04     | 4                   | 0.15     |
| Copas internacionales | 23      | 1     | 0.04     | 0           | 0.00     | 1                   | 0.04     |
| Selección absoluta    | 8       | 0     | 0.00     | 0           | 0.00     | 0                   | 0.00     |
| Total                 | 165     | 10    | 0.06     | 5           | 0.03     | 15                  | 0.09     |

## Palmarés

### Campeonatos nacionales
| Título             | Equipo           | País  | Año  |
| ------------------ | ---------------- | ----- | ---- |
| Copa Chile         | C.S.D. Colo-Colo | Chile | 2021 |
| Supercopa de Chile | C.S.D. Colo-Colo | Chile | 2022 |
| Primera División   | C.S.D. Colo-Colo | Chile | 2022 |
| Copa Chile         | C.S.D. Colo-Colo | Chile | 2023 |
| Primera División   | C.S.D. Colo-Colo | Chile | 2024 |
| Supercopa de Chile | C.S.D. Colo-Colo | Chile | 2024 |

### Distinciones individuales
| Distinción                                                    | Año  |
| ------------------------------------------------------------- | ---- |
| Mejor jugador sub-21 del fútbol chileno en la Gala Crack Easy | 2023 |
| Equipo ideal del año en la Gala Crack Easy                    | 2023 |